# Sympetrum internum
Sympetrum internum là loài chuồn chuồn trong họ Libellulidae. Loài này được Montgomery mô tả khoa học đầu tiên năm 1943.

## Hình ảnh

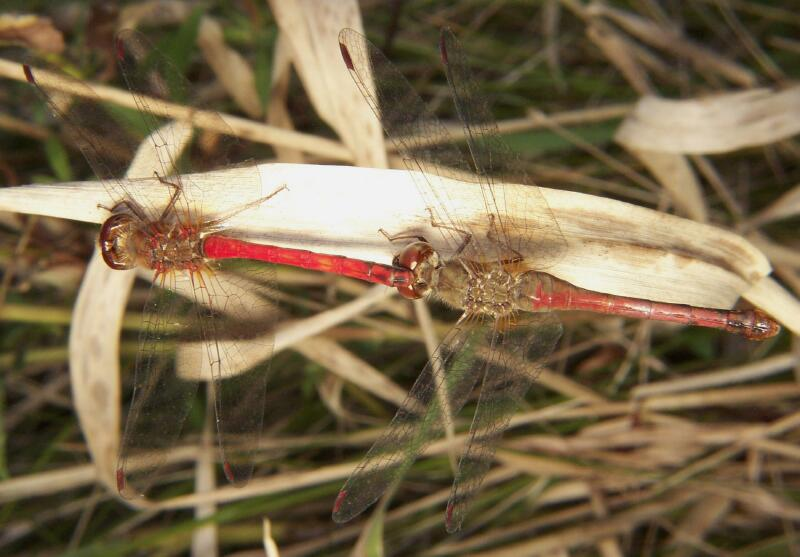
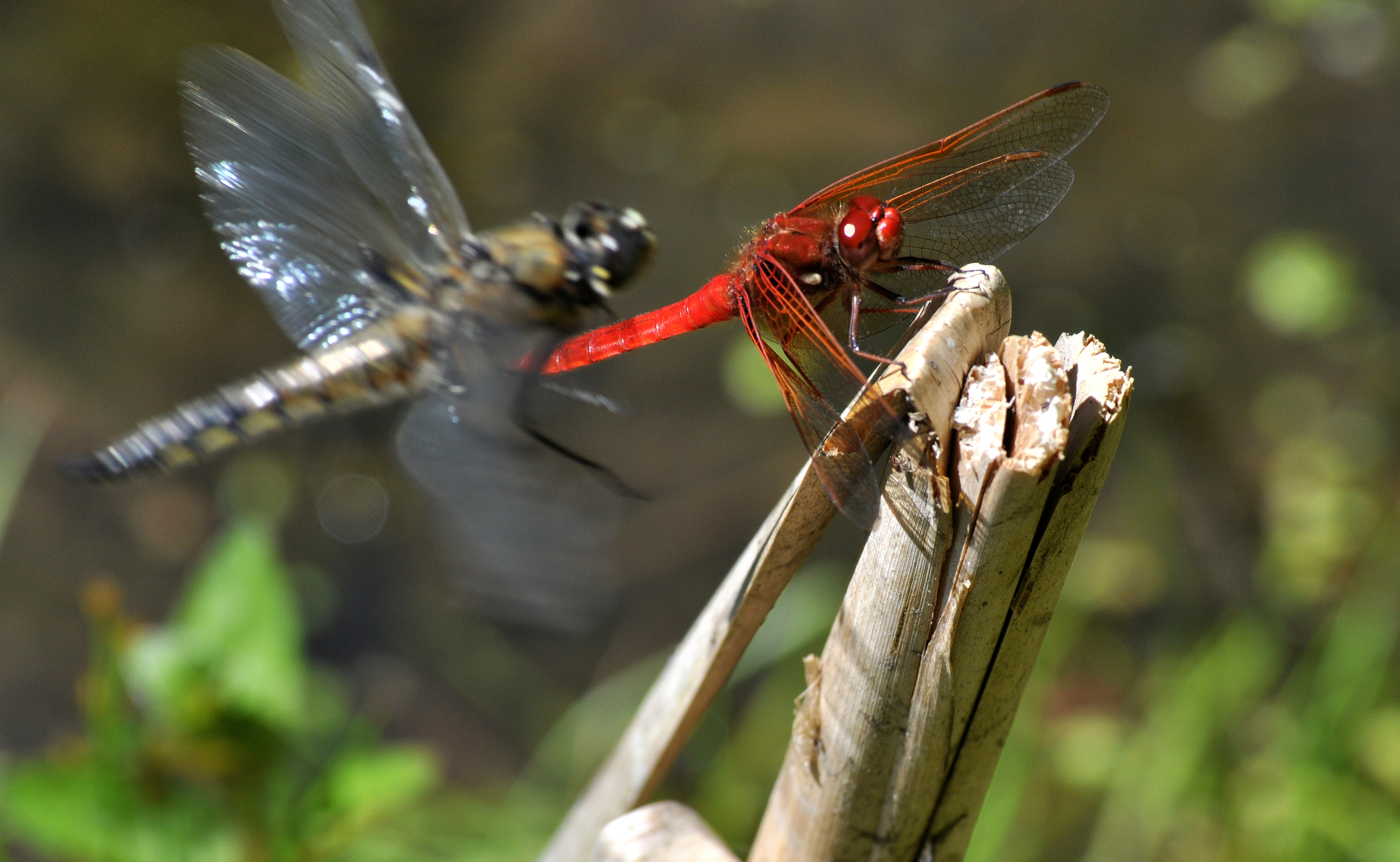
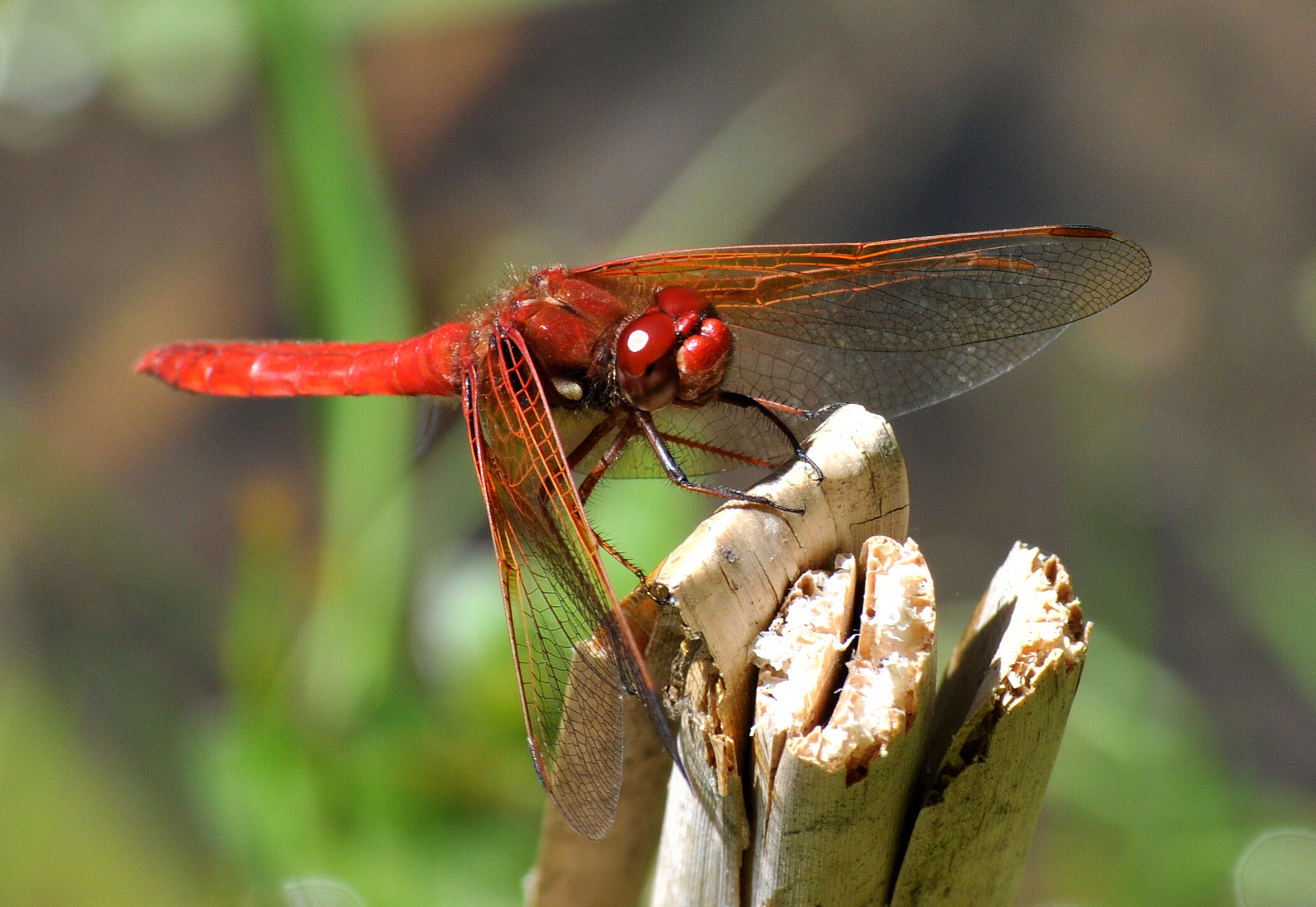